# Christoph Röckerath
Christoph Röckerath (* 10. März 1973 in Münster) ist ein deutscher Redakteur, Reporter und seit 2001 Korrespondent des ZDF.

## Leben
Christoph Röckerath wuchs in Köln auf und erwarb 1992 das Abitur am dortigen Apostelgymnasium. Er wohnt mit seiner Familie in München.

## Ausbildung
Erste journalistische Erfahrungen sammelte Christoph Röckerath bei der Mitarbeit an seiner Schülerzeitung. An den Universitäten Bonn, Köln und Washington studierte Röckerath Amerikanistik. Praktika bei Regionalzeitungen und Lokalradios folgten.

## Karriere
Seit 2001 arbeitet Christoph Röckerath für das ZDF. Zunächst war er als Volontär, ab 2002 Redakteur und Reporter für die heute-Redaktion und ab Ende 2004 in gleicher Position für das heute-journal tätig. 2007 wechselte Röckerath zum ZDF-Landesstudio Bayern. Von 2009 bis 2014 war er als Korrespondent im Studio Washington tätig. Sein Berichtsgebiet umfasste die Vereinigten Staaten von Amerika, Mittelamerika und die Karibik bis zum Panama-Kanal. Vom September 2014 bis September 2018 war Christoph Röckerath Korrespondent und stellvertretender Studioleiter des ZDF-Landesstudios Bayern. Seit 1. Oktober 2018 ist er Südamerika-Korrespondent und leitet das ZDF-Studio Rio de Janeiro.

## Haiti und Mexiko
Christoph Röckerath berichtete als einer der ersten deutschen Journalisten nach dem verheerenden Erdbeben aus Haiti. Auch über die Präsidentschaftswahl und den Höhepunkt der Cholera-Epidemie, sowie über Gewalt und Kinderprostitution in den Camps informierte er. Im Sommer 2010 lief die ZDF-Reportage Leben nach dem Beben – der tägliche Wahnsinn in Haiti, der unter anderem die Kindersklaverei im Inselstaat thematisiert. Zuletzt berichtete Christoph Röckerath 2012 aus Haiti. Den Drogenkrieg in Mexiko nahm er zum Anlass, um vor Ort davon zu berichten.

## Reportagen von Christoph Röckerath
- 2007: Terrorziel Deutschland – Co-Autoren: Elmar Theveßen und Souad Mekhennet
- 2008: Das Geheimnis des Dritten Turms – Co-Autor: Mike Rudin (BBC)
- 2009: Handlanger der Nazis? Die Geschichte des John Demjanjuk – Co-Autoren: Sibylle Bassler und Angelica Fell
- 2010: Leben nach dem Beben – der tägliche Wahnsinn in Haiti
- 2012: Insel aus einer anderen Zeit – Kuba vor dem Wandel
- 2012: Armes, reiches Amerika – auf der Parkavenue durch New York – Co-Autor: Klaus Prömpers
- 2015: Härte, Herz und Dosenbier – von Sydney ins Outback

## Auszeichnungen
Medienpreis des RIAS (Kategorie: 1. Fernsehpreis) für Christoph Röckerath und Klaus Prömpers: Armes, reiches Amerika – auf der Parkavenue durch New York